# ルートヴィヒ・シュレーフリ
ルートヴィヒ・シュレーフリ（独: Ludwig Schläfli、1814年1月15日 – 1895年3月20日
）は、スイスの数学者。幾何学と複素解析（関数理論）を専攻し、高次元空間の記法の発達において重要な役割を果たした。

## 生い立ち
シュレーフリは人生の大半をスイスで過ごした。母の故郷であるグラスウィル（ゼーベルクの一部）に生まれ、幼児期にブルクドルフに越した。父の貿易業を引き継ぐことができなかったように、彼の不器用さはすぐに露見した。
代わりに彼は1829年に15歳でベルンのギムナジウムに入学し、アブラハム・ケストナーの教科書 Mathematische Anfangsgründe der Analysis des Unendlichen を熟読して数学を学んだ。1831年、神学を学ぶためベルンの学校（現在のベルン大学）に入学し1836年に卒業した。

### 経歴
1836年から1847年までシュレーフリはトゥーンで学校教師として働いた。この期間も彼は数学の研究を続け毎週大学に通った。1843年ヤコブ・シュタイナーと出会い、シュタイナーを自身の言語能力で惹きつけ、シュタイナーとディリクレとともに半年間イタリアに赴いて、通訳を務めた。
1847年、シュレーフリは賃金の低い私講師職を辞めた。1853年に員外教授、1868年に正教授に昇格した。病気を患って1891年に退職し、1895年に没した。

## 研究
シュレーフリは3次元以上の空間の幾何学研究に先鞭をつけ、1850年からの2年間で論文Theorie der vielfachen Kontinuität を書いた。しかし論文はオーストリア科学アカデミーとベルリン科学アカデミーにリジェクトされた。論文が完全公開されたのはシュレーフリの没後の1901年になってからである。この論文の重要性を認識した人物には例えばピーテル・シュートがいる。シュートは論文について、
This treatise surpasses in scientific value a good portion of everything that has been published up to the present day in the field of multidimensional geometry.
（この論文は多次元幾何学の分野で今日までに発表された論文のあらゆるもののかなりの部分の科学的価値を上回っている）と書いている。作品内でシュレーフリは全次元のユークリッド空間上の正多胞体を識別し、現在シュレーフリ記号と呼ばれる記法で分類した。同時期に、彼は3次元球面幾何学を4次元空間の超球面の幾何学と解釈することで定式化を明確にした。二面角におけるユークリッド単体または球の体積公式を与えるシュレーフリ関数と、鋭角で交わる二面の交線の折れ線が成す特別な単体であるSchläfli orthoschemeも、シュレーフリの高次元に関する作品で生まれている。
シュレーフリの後年の作品の中には、三次曲面上のケイリーの27直線からのシュレーフリダブルシックスの発見、特殊関数の一連の論文、ディリクレが後年に発見したモジュラー群を予期する論文、ハインリヒ・マルティン・ウェーバーが後に発見したウェーバーモジュラー関数と類体論に関する作品などがある。

## 受賞
シュレーフリの生前、彼は高次元における画期的な作品が評価されることは少なかったが、他の功績で注目された。1863年、ベルン大学はシュレーフリに名誉博士号を授けた。ダブルシックスに関する作品では1879年にベルリンアカデミーのシュタイナー賞を受賞した。1868年にロンバード科学文学研究アカデミー、1871年にゲッティンゲン科学人文学アカデミー、1883年アッカデーミア・デイ・リンチェイに選出された。